# Hollywood's Bleeding
Hollywood's Bleeding är det tredje studioalbumet av den amerikanska rapparen och sångaren Post Malone. Albumet släpptes den 6 september 2019 och föregicks av tre singlar; Wow, Goodbyes (med Young Thug) och Circles. Dessutom innehåller albumet hitsingeln Sunflower i samarbete med Swae Lee, som är med på soundtracket till filmen Spider-Man: Into the Spider-Verse.

## Bakgrund[1]
Den 20 november 2018, bara lite mer än ett halvår efter släppet av hans andra album beerbongs & bentleys, skrev Malone via sin Twitter att han hoppades på att släppa ett nytt album innan årets slut, men detta blev aldrig av. Däremot släppte han två singlar under hösten och vintern 2018; Sunflower med Swae Lee den 19 oktober och Wow. den 24 december, varav den sistnämnda fungerade som albumets första singel.
Goodbyes, albumets andra singel och ett samarbete med rapparen Young Thug, släpptes den 5 juli 2019. Båda två medverkade i musikvideon till singeln, i vilken Malone blir mördad av ett kriminellt gäng och innan han sedan kommer tillbaka till liv som en zombie. Artisterna framför sedan låtens sista del tillsammans på en bar. På grund av videons grafiska innehåll finns den i två versioner på YouTube, en full version utan något bortklippt (kallad "Rated R") och en med mord-scenen bortklippt (kallad "Rated PG") Skådespelerskan Kathryn Newton medverkar även i videon.
Malone avslöjade att hans kommande album skulle släppas i september 2019 under en konsert i New York den 5 augusti 2019. Han spelade även albumets tredje singel Circles under samma konsert. Singeln släpptes den 30 augusti.
Albumets låtlista avslöjades den 3 september.

## Låtlista[3]
| Nr           | Titel                                                        | Längd |
| ------------ | ------------------------------------------------------------ | ----- |
| 1.           | Hollywood's Bleeding                                         | 2:36  |
| 2.           | Saint-Tropez                                                 | 2:30  |
| 3.           | Enemies (med DaBaby)                                         | 3:16  |
| 4.           | Allergic                                                     | 2:36  |
| 5.           | A Thousand Bad Times                                         | 3:41  |
| 6.           | Circles                                                      | 3:35  |
| 7.           | Die For Me (med Future och Halsey)                           | 4:05  |
| 8.           | On The Road (med Meek Mill och Lil Baby)                     | 3:38  |
| 9.           | Take What You Want (med Ozzy Osbourne och Travis Scott)      | 3:49  |
| 10.          | I'm Gonna Be                                                 | 3:20  |
| 11.          | Staring At The Sun (med SZA)                                 | 2:48  |
| 12.          | Sunflower - Spider-Man: Into the Spider-Verse (med Swae Lee) | 2:37  |
| 13.          | Internet                                                     | 2:03  |
| 14.          | Goodbyes (med Young Thug)                                    | 2:54  |
| 15.          | Myself                                                       | 2:38  |
| 16.          | I Know                                                       | 2:21  |
| 17.          | Wow.                                                         | 2:29  |
| Total längd: | Total längd:                                                 | 50:56 |